# Metodija Andonov-Čento
Metodija Andonov-Čento (macédonien : Методија Андонов-Ченто), né le 17 août 1902 et mort le 24 juillet 1957, était un homme politique macédonien. Il fut le premier président de l'Assemblée anti-fasciste pour la libération du peuple macédonien et de la république socialiste de Macédoine.

## Biographie
Metodija Andonov-Čento est né à Prilep, ville macédonienne alors dans l'Empire ottoman. Enfant, il travaille dans les champs de pavot et de tabac. Adolescent, il est un excellent gymnaste. En 1930, il se marie avec Vasilka Spirova Pop Atanasova à Novi Sad, en Serbie. 
Lors d'élections en 1938, il est élu député mais n'entre jamais en fonction à cause de manœuvres électorales. Ses positions nationalistes macédoniennes et des actions en faveur de l'éducation en langue macédonienne lui valent d'être emprisonné à Kikinda et à Bajina Bašta. En 1940, après avoir imposé l'usage du macédonien dans des écoles, il est condamné à mort. Dans le royaume de Yougoslavie, il était interdit de défendre une autre langue que le serbo-croate. Le 15 avril 1941, il est toutefois relâché avant son exécution. Au début de la Seconde Guerre mondiale, l'envahisseur bulgare lui propose de collaborer, mais Metodija Andonov-Čento refuse et préfère lutter pour la libération de la Macédoine.
En 1944, il est élu président de l'Assemblée anti-fasciste pour la Libération du Peuple macédonien (ASNOM). Son but est de créer une Macédoine indépendante et réunifiée, c'est-à-dire qui comprend la Macédoine yougoslave, mais aussi les Macédoine grecque et bulgare. Il conçoit également la Macédoine comme un État constituant de la Yougoslavie communiste, mais il est déçu par le statut proposé par Tito, qu'il juge insuffisant. Il entre d'ailleurs en conflit avec Svetozar Vukmanović-Tempo, le représentant de Tito en Macédoine, et avec Lazar Koliševski, le dirigeant du Parti communiste de Macédoine. Il finit par démissionner et il est arrêté en 1946, pour avoir défendu une Macédoine indépendante et s'être opposé au Parti communiste. Il meurt en 1957, après avoir été torturé en prison. 
Metodija Andonov-Čento a été réhabilité en 1991 par la Cour suprême de la république de Macédoine, et sa sentence de 1946 a été annulée.